# 애덤 더바인
애덤 더바인(Adam DeVine, 1983년 11월 7일 ~ )은 미국의 배우이자 희극인이다.

## 출연 작품
- 피치 퍼펙트
- 레고 배트맨 무비
- 인턴
- 하이, 젝시 - 필 역
- 어쩌다 로맨스
- 범죄의 장인 - 오웬 브라우닝 역